# Cupuladriidae
Cupuladriidae zijn een familie van mosdiertjes (Bryozoa) uit de orde van de Cheilostomatida. De wetenschappelijke naam ervan is in 1952 voor het eerst geldig gepubliceerd door Lagaaij.

## Geslachten
- Cupuladria Canu & Bassler, 1919
- Discoporella d'Orbigny, 1852
- Reussirella Baluk & Radwanski, 1984
- Vibracellina Canu & Bassler, 1917

Niet geaccepteerde geslachten:
- Cupularia de Blainville, 1830 → Discoporella d'Orbigny, 1852
- Discoflustrella d'Orbigny, 1852 → Discoporella d'Orbigny, 1852
- Mesosecos Faura Sans & Canu, 1916 → Cupuladria Canu & Bassler, 1919